# Académie turcique
L'Académie turcique, anciennement connue sous le nom d'Organisation mondiale de coopération éducative et scientifique ou d'Académie turcique internationale, est un institut international de recherche en turcologie dont sont membres l'Azerbaïdjan, le Kazakhstan, le Kirghizistan et la Turquie. La Hongrie et l'Ouzbékistan ont le statut d'observateur,.

## Histoire
Le 3 octobre 2009, lors du sommet de Nakhitchevan, le président du Kazakhstan Noursoultan Nazarbaïev propose la création d'un centre de recherche international chargé de mener des recherches sur le monde turcique. L'année suivante, le 25 mai 2010, l'Académie turcique est fondée au Kazakhstan. Le 23 août 2012, il est convenu que l'organisation devienne une institution internationale lors du deuxième sommet du Conseil turcique à Bichkek. La ratification est achevée en 2021.
En 2018, la Hongrie obtient le statut d'observateur auprès de l'académie lors du 6e sommet du Conseil turcique. L'Ouzbékistan obtient le statut d'observateur au sommet de Samarcande en 2022.
Le logo de l'Académie comprend l'expression anglaise « International Turkic Academy » et le vieux turc « 𐱅𐰇𐰼𐰜:𐰀𐰚𐰀𐰓𐰢𐰃 ». Il est critiqué en raison de la présence d'une faute d'orthographe en vieux turc. L'expression en vieux turc est remplacée plus tard[Quand ?] par « 𐱅𐰇𐰼𐰜:𐰀𐰴𐰓𐰢𐰃 », tandis que le terme « International » est supprimé de l'expression anglaise avec le logo datant de 2023[réf. nécessaire].

## Travaux académiques
L'Académie publie une revue académique, intitulée Altaistics, Turkology and Mongolistics, qui paraît trimestriellement entre 2013 et 2020. Un bulletin d'information, Turkic Weekly, est publié chaque semaine entre novembre 2015 et juin 2022 et contient des informations récentes sur les pays turciques. La revue Global-Turk paraît entre 2014 et 2021.
L'Académie achève les projets « Histoire turque commune », « Littérature turque commune » et « Géographie du monde turc » en 2023. En outre, elle tient chaque année un conseil scientifique.
|   | Date             | Emplacement |
| - | ---------------- | ----------- |
| 1 | 5 septembre 2015 | Astana      |
| 3 | 30 janvier 2020  | Bakou       |
| 4 | 5 novembre 2021  | Istanbul    |
| 5 | 24 juin 2022     | Astana      |
| 6 | 28 mars 2023     | Bichkek     |

## Administration
L'Académie est administrée par le président et les vice-présidents de chaque État membre. Le mandat de la présidence est de quatre ans, avec une présidence tournante entre les États membres. Le mandat du deuxième président, Darkhan Kydyrali, est prolongé de quatre ans en 2018. En novembre 2022, Şahin Mustafayev, vice-Premier ministre d'Azerbaïdjan, est nommé président.
| # | Président        | Début            | Fin              | Présidence du Conseil scientifique | Début            | Fin             |
| - | ---------------- | ---------------- | ---------------- | ---------------------------------- | ---------------- | --------------- |
| 1 | Chakir Ibraïev   | 2010             | 2014             | N / A                              | N / A            | N / A           |
| 2 | Darkhan Kydyrali | 2014             | 11 novembre 2022 | Kazakhstan                         | 5 septembre 2015 |                 |
| 2 | Darkhan Kydyrali | 2014             | 11 novembre 2022 | Kirghizistan                       |                  | 30 janvier 2020 |
| 2 | Darkhan Kydyrali | 2014             | 11 novembre 2022 | Azerbaïdjan                        | 30 janvier 2020  | 5 novembre 2021 |
| 2 | Darkhan Kydyrali | 2014             | 11 novembre 2022 | Turquie                            | 5 novembre 2021  | 24 juin 2022    |
| 2 | Darkhan Kydyrali | 2014             | 11 novembre 2022 | Kazakhstan                         | 24 juin 2022     | 28 mars 2023    |
| 3 | Şahin Mustafayev | 11 novembre 2022 | titulaire        | Kirghizistan                       | 28 mars 2023     | titulaire       |